# Stanisław Maskowicz

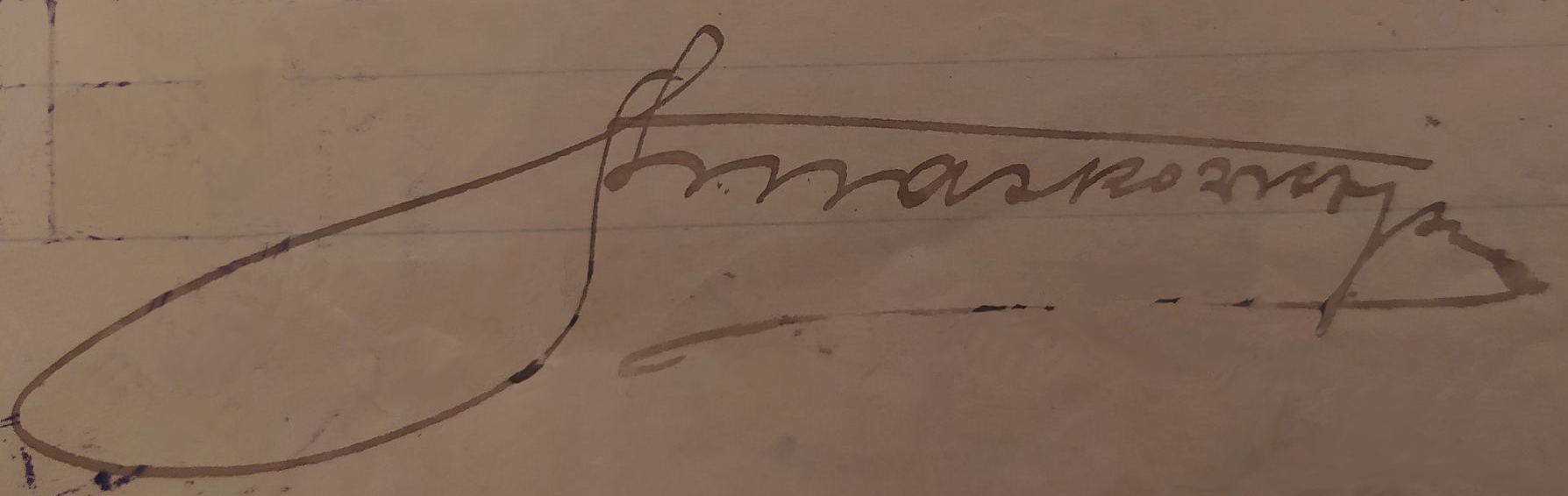
Podpis kpt. Stanisława Maskowicza.

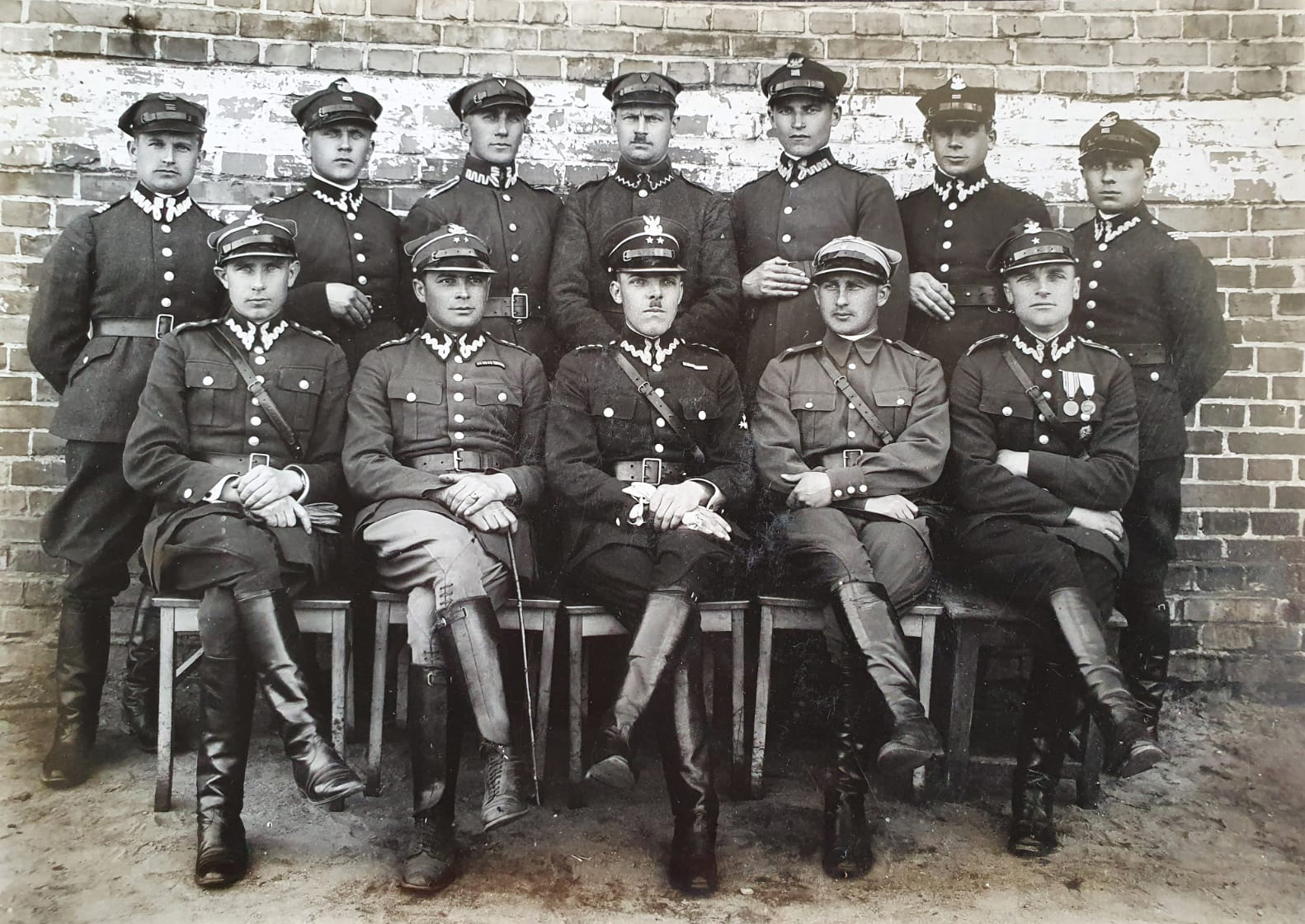
Rok 1930 - oficerowie 14 pułku piechoty. Siedzą od lewej: ppor. Dionizy Puliński, por. Konstanty Biesiekierski, por. Stanisław Maskowicz (już w mundurze KOP), ppor. Stefan Wójcik i chor. Dymitr Lek.

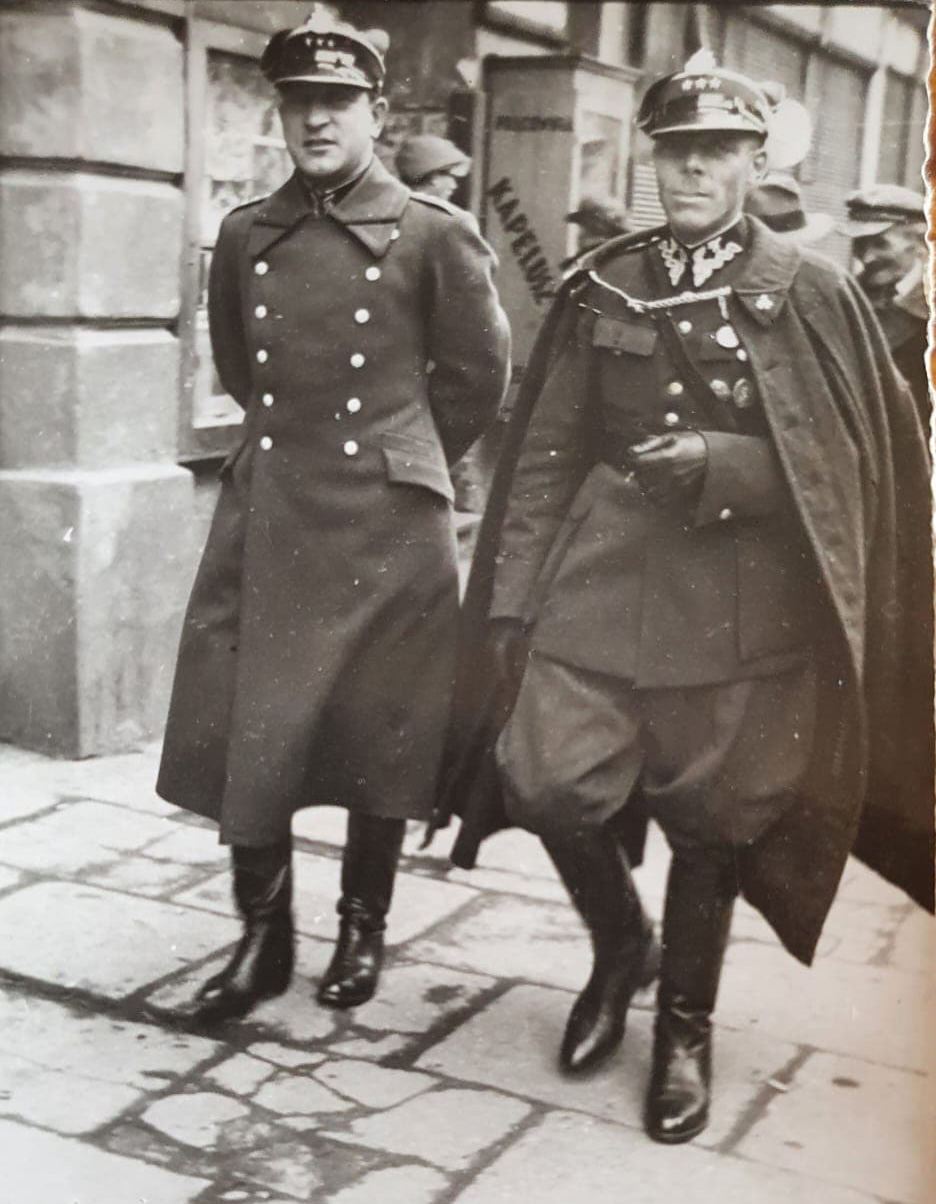
Kapitan Stanisław Maskowicz (z prawej) na ulicy A. Mickiewicza w Przemyślu.

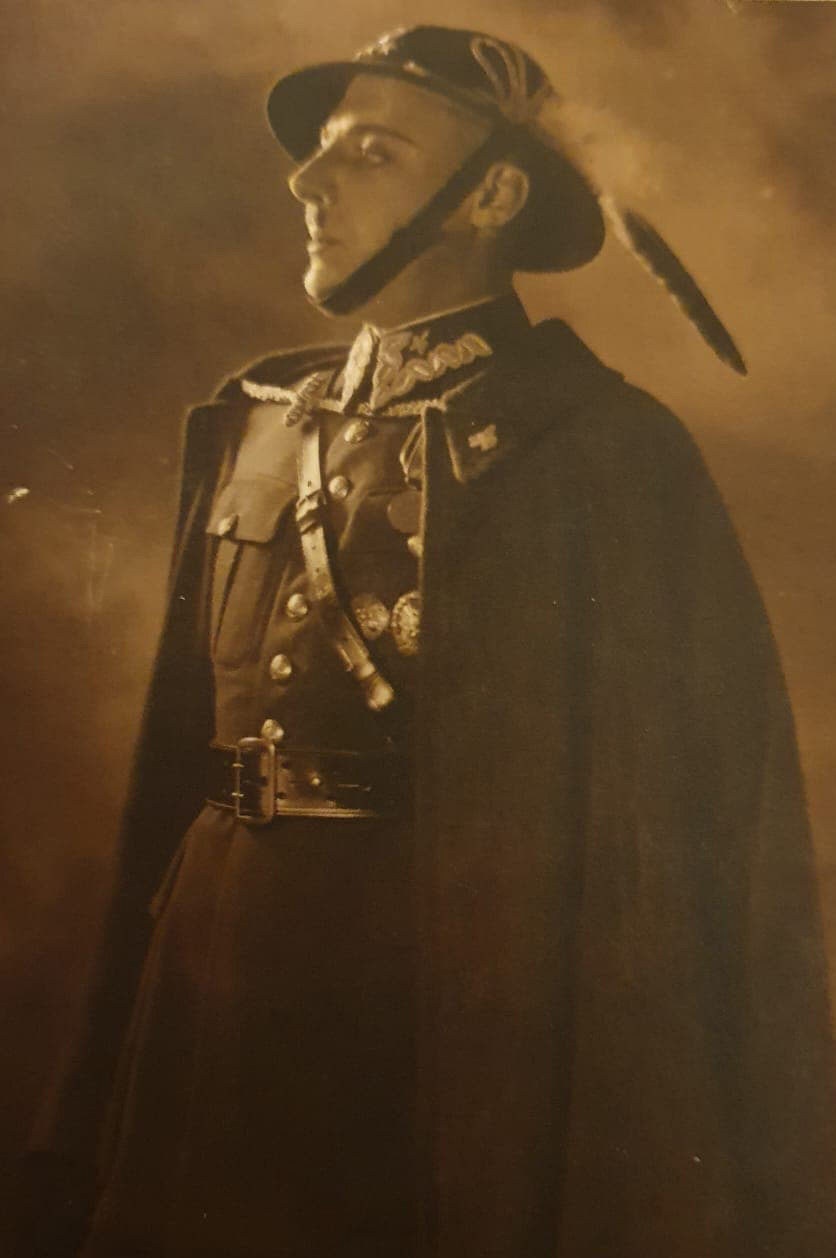
Stanisław Maskowicz jako kapitan 5 pułku strzelców podhalańskich.

Stanisław Miro Maskowicz (ur. 14 maja 1899 w Radymnie, zm. 1961 w Cheektowaga) – kapitan piechoty Wojska Polskiego, kwatermistrz 5 pułku strzelców podhalańskich w kampanii wrześniowej.

## Życiorys
Urodził się w dniu 14 maja 1899 r. w Radymnie, w ówczesnym powiecie jarosławskim Królestwa Galicji i Lodomerii, w rodzinie Andrzeja (urzędnika skarbowego, zm. w 1923 r.) i Wiktorii z Błońskich (zm. w 1931 r.). Jego starszym bratem był Eugeniusz – oficer Wojska Polskiego, ofiara zbrodni katyńskiej. Stanisław ukończył szkołę powszechną w Pruchniku, po czym od 1912 r. pobierał naukę w c. k. Gimnazjum w Jarosławiu (w latach 1912-1914 był członkiem drużyny harcerskiej działającej przy tymże gimnazjum). W dniu 3 marca 1917 r., będąc uczniem klasy Vb, wystąpił ze szkoły wobec faktu powołania go do  c. i k. Obrony Krajowej (edukację gimnazjalną zakończył w lipcu 1922 r. zdając egzamin dojrzałości na kursie dokształcającym zorganizowanym przy D.O.K. Nr VI we Lwowie).

### I wojna światowa i służba w 14 pułku piechoty
Podczas I wojny światowej służył w armii Austro-Węgier. W dniu 10 marca 1917 r. został wcielony (razem z Józefem Rodzeniem) do 34 pułku strzelców i przydzielony do kadry batalionu zapasowego, stacjonującego w Prądniku Czerwonym pod Krakowem (pełnił służbę w kompanii karabinów maszynowych i 1. kompanii strzeleckiej). W tym okresie współpracował ze Związkiem Strzeleckim, dostarczając tej organizacji broń, amunicję i koce. Jesienią 1917 r. przydzielony do Centrali Rejonowej w Samborze, wiosną następnego roku powrócił do kadry batalionu zapasowego macierzystego pułku, która w międzyczasie została przeniesiona do Jarosławia. 28 października 1918 r. wstąpił w Jarosławiu ochotniczo do tworzącego się Wojska Polskiego - w stopniu kaprala służył w późniejszym 1 pułku piechoty Ziemi Jarosławskiej (początkowo w jego 1. kompanii). Już w szeregach 14 pułku piechoty (powstałego z połączenia 1 pułku piechoty Ziemi Jarosławskiej z innymi oddziałami) uczestniczył w wojnach: polsko-ukraińskiej i polsko-bolszewickiej, biorąc między innymi udział w walkach o Przemyśl, obronie Lwowa oraz w bitwach pod Rawą Ruską i Horyńcem (był między innymi żołnierzem pododdziałów szturmowych). We wrześniu 1919 r. zachorował na tyfus, a po wyleczeniu został skierowany do Batalionu Zapasowego 14 pp (stacjonującego we Włocławku). 
Jako żołnierz 14 pułku piechoty odbył kurs w warszawskiej Szkole Podchorążych Piechoty - w klasie 32. im. Obrony Lwowa. Kurs trwał od dnia 2 sierpnia 1920 r. do dnia 20 listopada 1920 r., a Stanisław Maskowicz ukończył go z 67. lokatą na 103 absolwentów. 
Po zakończeniu wojny z bolszewikami Stanisław Maskowicz pozostał we Włocławku - w Batalionie Zapasowym 14 pp. W maju 1921 roku do tego miasta został dyslokowany również macierzysty 14 pułk piechoty. Dekretem Wodza Naczelnego L. 3089 z 25 czerwca 1921 r. został mianowany podporucznikiem w piechocie z dniem 1 kwietnia 1921 roku. W roku 1921 ukończył w Centralnej Szkole Podoficerów Zawodowych Piechoty w Chełmnie kurs broni towarzyszących. Do roku 1922 służył w Batalionie Zapasowym 14 pułku piechoty dowodząc plutonem strzeleckim i plutonem broni specjalnych. Dekretem Naczelnika Państwa i Wodza Naczelnego z dnia 3 maja 1922 r. (dekret L. 19400/O.V.) został zweryfikowany w stopniu podporucznika, ze starszeństwem z dniem 1 czerwca 1919 r. i 455. lokatą w korpusie oficerów piechoty. Dekretem Prezydenta RP Stanisława Wojciechowskiego został z dniem 1 stycznia 1923 r. awansowany do rangi porucznika, w korpusie oficerów piechoty, ze starszeństwem z dniem 1 maja 1921 roku i 1. lokatą. 
Przez kolejne lata pełnił służbę w 14 pułku piechoty, zajmując stanowiska dowódcy plutonu w 1. kompanii ckm i 2. kompanii ckm oraz dowódcy 7. kompanii strzeleckiej. W roku 1924 przeszedł kurs w toruńskiej Centralnej Szkole Strzelniczej.

### Służba w Korpusie Ochrony Pogranicza[b]
W dniu 31 marca 1930 roku ogłoszono jego przeniesienie, w korpusie oficerów piechoty, z 14 pułku piechoty do Korpusu Ochrony Pogranicza. Przeniesiony został na mocy rozkazu Ministra Spraw Wojskowych (L. dz. 8005/Piech.400/30) do 9 batalionu KOP „Kleck”. Od dnia 1 kwietnia 1930 r. pełnił służbę na stanowisku dowódcy plutonu w kompanii granicznej. W tym samym roku zajmował 875. lokatę łączną pośród poruczników piechoty (1. lokatę w swoim starszeństwie). Służąc w batalionie Korpusu Ochrony Pogranicza „Kleck” posiadał w późniejszym okresie przydział do kompanii karabinów maszynowych. Znajdował się w zarządzie kasyna oficerskiego (na stanowisku skarbnika) oraz pełnił funkcję referenta sportowego batalionu. Z dniem 22 września 1932 r. otrzymał osobistego ordynansa. W roku 1932 odznaczony został Odznaką Pamiątkową Korpusu Ochrony Pogranicza „Za Służbę Graniczną”. Pismem z dnia 1 kwietnia 1933 r. skierowanym do Szefa Biura Inspekcji G.I.S.Z. płk. dypl. Witolda Warthy, dowódca Korpusu Ochrony Pogranicza - gen. bryg. Jan Kruszewski - wskazał por. Stanisława Maskowicza jako kandydata do awansu na kapitana. Awansowany do stopnia kapitana piechoty został zarządzeniem Prezydenta Rzeczypospolitej Ignacego Mościckiego z dnia 29 kwietnia 1933 r. - z 61. lokatą i starszeństwem od dnia 1 stycznia 1933 roku. Rozkazem dowódcy KOP z dnia 19 maja 1933 r. został przeniesiony do batalionu KOP „Orany”, a od dnia 7 czerwca 1933 r. objął stanowisko dowódcy 4 kompanii granicznej „Wójtowo” w tymże batalionie. Na dzień 1 lipca 1933 r. Stanisław Miro Maskowicz zajmował 61. lokatę wśród kapitanów piechoty ze swojego starszeństwa (była to jednocześnie 2059. lokata łączna). W dniu 14 marca 1934 r. został przeniesiony, w korpusie oficerów piechoty, z KOP-u do 5 pułku strzelców podhalańskich w Przemyślu, co ogłoszono w czerwcu 1934 roku.

### Służba w 5 pułku strzelców podhalańskich, kampania wrześniowa i niewola
W przemyskim pułku służył do września 1939 r. pełniąc początkowo funkcję dowódcy 7. kompanii strzeleckiej, a następnie dowódcy kompanii c.k.m. W dniu 18 października 1935 r. objął stanowisko oficera administracyjno-materiałowego pułku. Na dzień 5 czerwca 1935 r. zajmował 62. lokatę wśród kapitanów piechoty ze swojego starszeństwa, a zarazem 1784. lokatę łączną pośród wszystkich kapitanów piechoty. Z kolei na dzień 23 marca 1939 r. zajmował już 41. lokatę wśród kapitanów piechoty ze swojego starszeństwa i nadal piastował funkcję oficera administracyjno-materiałowego 5 pułku strzelców podhalańskich. Odznaczony był już w tym czasie Srebrnym Krzyżem Zasługi (nadanym w 1938 r. za zasługi w służbie wojskowej).
Na dzień 1 września 1939 r., zgodnie z przydziałem mobilizacyjnym, zajmował stanowisko kwatermistrza w I rzucie 5 pułku strzelców podhalańskich, wchodzącego w skład 22 Dywizji Piechoty Górskiej. Walczył na wrześniowym szlaku swego pułku, ranny pod Jaślanami, po kapitulacji dostał się do niemieckiej niewoli, z której zbiegł po kilkunastu godzinach. Ponownie wzięty do niewoli w dniu 9 października 1939 r. w Przemyślu, wywieziony do Krakowa i leczony w tamtejszym szpitalu jenieckim Polskiego Czerwonego Krzyża (na ul. Skarbowej 2). W dniu 28 grudnia 1939 r. przewieziony do koszar na Dąbiu, a stamtąd w dniu 2 stycznia 1940 r. wywieziony do oflagu. Przetrzymywany był w oflagach: VII C Laufen (do 28.05.1940 r.), XI B Braunschweig (od 28.05.1940 r.), II C Woldenberg (do 14.09.1940 roku), w centralnym szpitalu II Okręgu Wojskowego w Stargardzie (od 14.09.1940 r. do 27.09.1940 r.) i ponownie w oflagu II C Woldenberg (od 27.09.1940 r.). Jego numer jeniecki to 38. Podczas pobytu w Woldenbergu uczęszczał na kursy pszczelarstwa i motorowe oraz zajmował się hodowlą pszczół. 

### Okres powojenny
Po oswobodzeniu z niewoli przez wojska radzieckie (29 stycznia 1945 r.) przyjechał do Łańcuta, gdzie przebywała rodzina. W dniu 19 kwietnia 1945 r. zarejestrował się w Rejonowej Komendzie Uzupełnień w Krakowie. Zagrożony aresztowaniem wyjechał do Anglii, gdzie mieszkał przez kolejne lata. W dniu 29 marca 1952 r. wypłynął z Liverpoolu na statku „Franconia” do Nowego Jorku, do którego przybył w dniu 9 kwietnia 1952 r. Obywatelstwo Stanów Zjednoczonych otrzymał w 1958 r. Mieszkał w Cheektowaga koło Buffalo (hrabstwo Erie w stanie Nowy Jork), gdzie zmarł w 1961 roku. Spoczywa na cmentarzu rzymskokatolickim św. Stanisława w Cheektowaga.

## Rodzina
Żoną Stanisława Maskowicza była Zofia Sterne (córka Ignacego i Katarzyny) - urodzona 1 grudnia 1898 r. we wsi Płotycz, zmarła 2 grudnia 1979 r. w Warszawie. Z ich związku narodziło się trzech synów: Ryszard Andrzej (ur. 7 kwietnia 1926 r. we Włocławku, zm. tamże 12 lipca 1926 r.), Wiesław Stanisław (ur. 11 marca 1928 r. we Włocławku, zm. 31 marca 1989 r. w Denver) oraz Andrzej (ur. 29 sierpnia 1937 r. w Przemyślu).

## Awanse
- podporucznik (1 kwietnia 1921, zweryfikowany ze starszeństwem z 1 czerwca 1919)
- porucznik (1 maja 1921)
- kapitan (1 stycznia 1933)

## Odznaczenia
- Srebrny Krzyż Zasługi
- Medal Pamiątkowy za Wojnę 1918–1921[25]
- Medal Dziesięciolecia Odzyskanej Niepodległości
- Srebrny Medal za Długoletnią Służbę[26]
- Brązowy Medal za Długoletnią Służbę[26]
- Odznaka Pamiątkowa Korpusu Ochrony Pogranicza „Za Służbę Graniczną”
- Odznaka Honorowa „Orlęta”[3]
- Gwiazda Przemyśla[3]